# Thiên hà

Thiên hà Chong Chóng, một thiên hà xoắn ốc điển hình trong chòm sao Đại Hùng, có đường kính khoảng 170.000 năm ánh sáng và cách Trái Đất xấp xỉ 27 triệu năm ánh sáng.

Thiên hà (chữ Hán: 天河, nghĩa đen là "sông ở trên trời") là một hệ thống lớn các thiên thể và vật chất liên kết với nhau bằng lực hấp dẫn, bao gồm sao, tàn dư sao, môi trường liên sao chứa khí, bụi vũ trụ và vật chất tối, một loại thành phần quan trọng nhưng chưa được hiểu rõ. Các thiên hà có nhiều đặc điểm đa dạng từ các thiên hà lùn chứa vài trăm triệu (108) sao đến những thiên hà khổng lồ chứa hàng trăm nghìn tỷ (1014) sao, mỗi ngôi sao đều quay quanh khối tâm của thiên hà chứa nó.
Thiên hà chứa rất nhiều hành tinh, hệ sao, quần tinh và các loại đám mây liên sao. Ở giữa những thiên thể này là môi trường liên sao bao gồm khí, bụi và tia vũ trụ. Các lỗ đen siêu khối lượng nằm tại trung tâm của hầu hết các thiên hà. Chúng có thể là nguồn gốc cho những nhân thiên hà hoạt động được tìm thấy tại tâm ở một số thiên hà. Các nhà thiên văn cũng biết rằng tại tâm của thiên hà chứa Trái Đất có ít nhất một lỗ đen khổng lồ dạng này.
Vì lý do lịch sử mà thiên hà được phân loại theo hình dáng bề ngoài của chúng, thường được nhắc tới như là hình thái học biểu kiến của chúng. Một dạng thường gặp là thiên hà elip, mà hình dáng tổng thể của nó giống như hình elip (hay dạng khối elipsodid 3 chiều). Thiên hà xoắn ốc có dạng đĩa với những nhánh bụi xoắn ốc chứa các sao và những thiên thể khác. Những thiên hà có hình dạng bất thường được xếp thành thiên hà vô định hình và phần lớn chúng có nguồn gốc từ sự hỗn loạn trong tương tác hấp dẫn với những thiên hà lân cận. Những tương tác kiểu này giữa các thiên hà gần nhau, mà cuối cùng dẫn đến sự sáp nhập giữa chúng, đôi khi có một ý nghĩa quan trọng làm tăng xác suất trong sự hình thành các ngôi sao dẫn tới khái niệm thiên hà bùng nổ sao. Các thiên hà nhỏ mà thiếu đi những cấu trúc đồng bộ cũng được xếp vào kiểu thiên hà vô định hình.
Có xấp xỉ 170 tỷ, hay nghiên cứu gần đây ước tính con số này là 2 nghìn tỷ thiên hà trong vũ trụ quan sát được. Đa số có đường kính từ 1.000 đến 100.000 parsec và hai thiên hà lân cận thường nằm cách nhau vài triệu parsec (hay megaparsec). Không gian liên thiên hà (không gian giữa các thiên hà) chứa khí rất loãng với mật độ trung bình ít hơn 1 nguyên tử trên 1 m³. Phần lớn các thiên hà hoặc là phân bố ngẫu nhiên hoặc nằm trong những tập hợp không hoàn toàn tất định gọi là nhóm thiên hà và đám thiên hà, ở cấu trúc lớn hơn nữa là các siêu đám thiên hà. Trên quy mô lớn nhất, những tập hợp này thường sắp xếp lại thành các sợi và lớp thiên hà với xung quanh là khoảng không khổng lồ.

## Từ nguyên

Dải Ngân Hà vắt qua Đài quan sát Paranal.

Từ thiên hà trong tiếng Việt bắt nguồn từ từ tiếng Hán 天漢. Từ này có nghĩa gốc giống với nghĩa gốc của từ ngân hà, cả hai từ đều vốn là tên gọi của dải sáng trên bầu trời vào ban đêm do ánh sáng từ nhiều định tinh hợp thành. Người Trung Quốc thời xưa hình dung dải sáng đó giống như là một con sông chảy ở trên trời nên đã đặt ra một số tên gọi có liên quan đến sông cho dải sáng như 天漢 Thiên Hán (nghĩa mặt chữ là "sông Hán Thủy ở trên trời"), 雲漢 Vân Hán ("sông Hán Thủy bằng mây"), 天河 Thiên Hà ("sông Hoàng Hà ở trên trời"), 銀河 Ngân Hà ("sông Hoàng Hà màu bạc"), vân vân. Từ 河 Hà trong 天河 Thiên Hà và 銀河 Ngân Hà là tên gọi cổ của sông Hoàng Hà.
Từ thiên hà nay có thêm hai nghĩa mới là:
1. Chỉ tập hợp gồm rất nhiều định tinh, khí và bụi tụ lại với nhau
2. Chỉ thiên hà (thiên hà hiểu theo nghĩa mới thứ nhất) có chứa thái dương hệ. Từ thiên hà khi dùng theo nghĩa mới thứ hai được viết hoa thành Thiên Hà.

Tiếng Hán hiện vẫn dùng từ 天河 Thiên Hà và 銀河 Ngân Hà theo nghĩa gốc. Trong tiếng Hán đương đại, thiên hà được gọi là 星系 tinh hệ, thiên hà chứa thái dương hệ được gọi là 銀河系 Ngân Hà hệ.
Trong tiếng Anh, thiên hà được gọi là galaxy. Từ tiếng Anh này được dùng để chỉ cả thiên hà lẫn Thiên Hà. Từ galaxy bắt nguồn từ từ tiếng Hy Lạp chỉ Ngân Hà, galaxias (γαλαξίας) hay kyklos galaktikos có nghĩa "vòng sữa" theo hình dáng biểu thị của nó trên bầu trời. Trong Thần thoại Hy Lạp, thần Zeus đã đặt cậu con trai mới sinh với một người phụ nữ bình thường-Alcmene của mình là Hercules lên trên bầu vú của Hera khi bà đang ngủ, nhờ thế cậu bé bú được dòng sữa thần thánh của bà và trở thành bất tử. Hera thức dậy và nhận ra rằng cậu bé không phải con của bà: bà đẩy đứa trẻ ra và một dòng sữa từ bầu ngực bà phun lên bầu trời đêm.
Từ 'Galaxy' chỉ Ngân Hà thường được viết hoa để phân biệt nó với hàng tỷ thiên hà khác. Khi William Herschel thực hiện bảng phân loại danh mục các thiên thể xa xôi trên bầu trời vào năm 1786, ông đã dùng tên gọi các tinh vân xoắn ốc cho một số thiên thể nhất định như M31. Sau này, các nhà thiên văn nhận ra những thiên thể này chứa vô vàn các ngôi sao, và khi khoảng cách đến chúng được xác định một cách tốt hơn, họ đã gọi chúng là những đảo vũ trụ. Tuy nhiên, người ta hiểu từ Vũ trụ có nghĩa là toàn bộ thực thể tồn tại, do vậy từ đảo vũ trụ dần ít sử dụng hơn và ngày nay các nhà thiên văn học thống nhất gọi là các thiên hà.

## Danh pháp

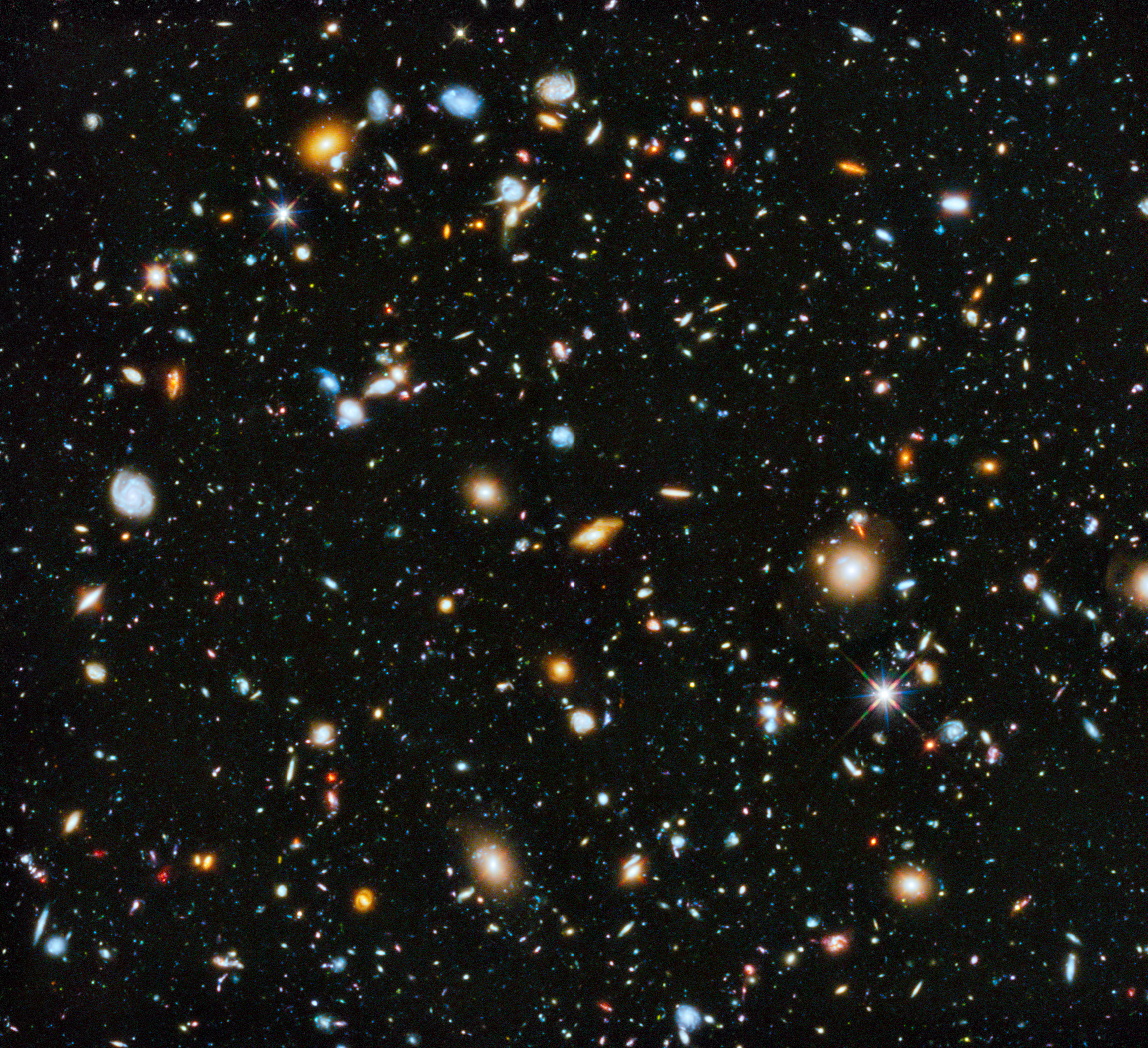
Ảnh Vùng Cực Sâu Hubble (trong toàn bộ dải bước sóng cực tím đến hồng ngoại gần) trong chòm sao Thiên Lô - chứa một trong những thiên hà nằm xa nhất từng được chụp bởi kính thiên văn quang học, chúng hình thành sau vài trăm triệu năm từ Vụ Nổ Lớn.

Cho tới nay các nhà thiên văn đã phân loại hàng chục nghìn các thiên hà vào nhiều danh mục khác nhau. Chỉ có một số là có tên gọi cụ thể, như thiên hà Tiên Nữ, đám mây Magellan, thiên hà Xoáy Nước và thiên hà Mũ Vành. Có một số danh mục thường gặp như danh mục Messier, danh mục NGC (New General Catalogue), danh mục IC (Danh mục Chỉ số), danh mục CGCG, (Danh mục Thiên hà và Đám thiên hà), danh mục MCG (Danh mục Hình thái thiên hà) và danh mục UGC (Danh mục tổng quan các thiên hà Uppsala). Mọi thiên hà nổi tiếng đều xuất hiện trong một hoặc nhiều danh mục ở trên những dưới những ký hiệu khác nhau. 
Ví như thiên hà Messier 109, một thiên hà xoắn ốc được đánh số 109 trong danh lục của Messier cũng có mã hiệu là NCG3992, UGC6937, CGCG 269-023, MCG +09-20-044 và PGC 37617.

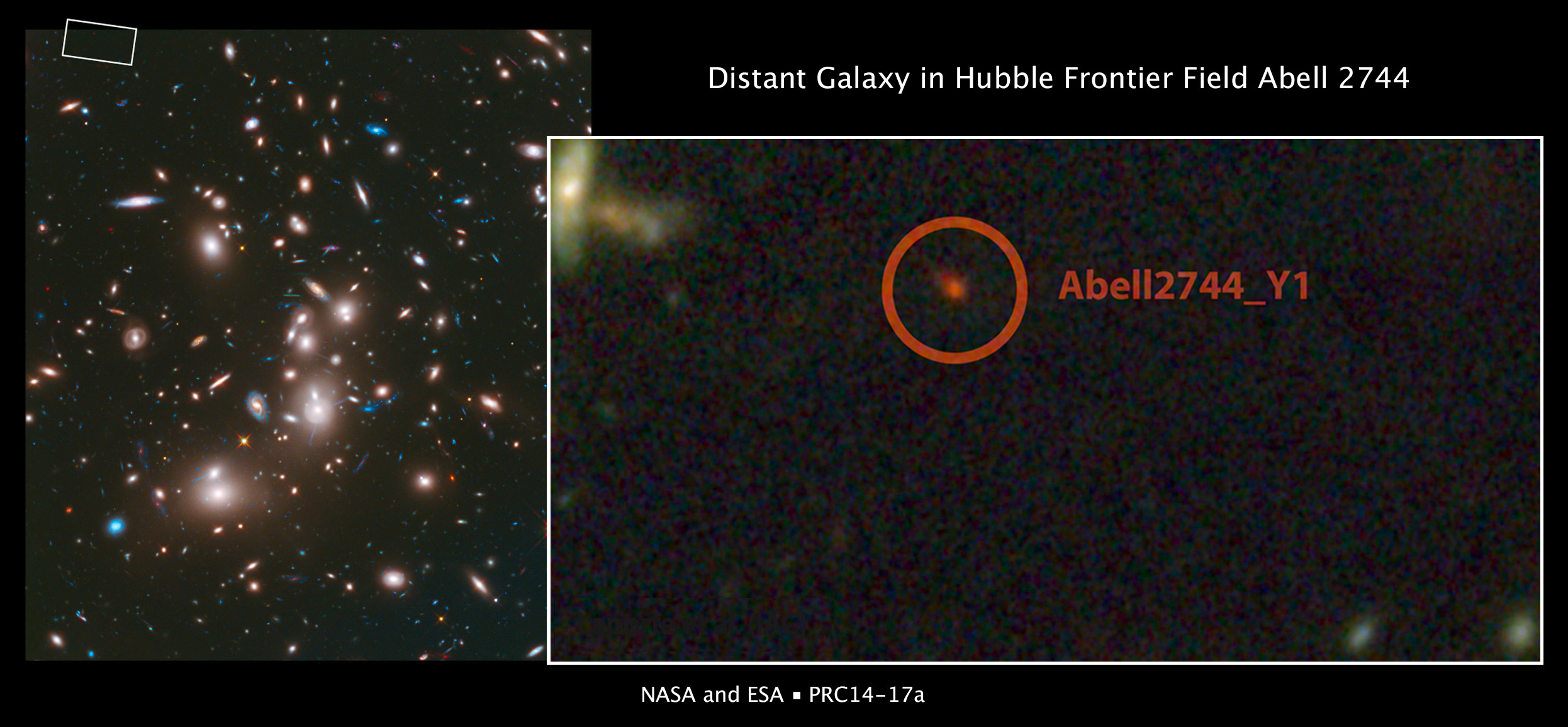
Một thiên hà nằm ở xa trong ảnh chụp Đám thiên hà Abell 2744 của kính thiên văn không gian Hubble.

Bởi vì theo thông lệ đặt tên trong khoa học cho hầu hết các đối tượng nghiên cứu, ngay cả đối với những thứ nhỏ nhất, nhà thiên văn vật lý Gerard Bodifee và nhà phân loại học Michel Berger đã khởi xướng một loại danh mục mới (CNG-Catalogue of Named Galaxies) trong đấy hàng nghìn thiên hà nổi tiếng được đặt những tên gọi có ý nghĩa, miêu tả bằng tiếng Latin (hoặc Latin hóa Hy Lạp) tuân theo cách định danh hai phương thức được sử dụng trong các ngành khoa học khác như sinh học, giải phẫu học, cổ sinh vật học và những ngành khác của thiên văn học như địa lý Sao Hỏa.
Một trong những lý do khiến Bodifee và Berger đưa ra danh mục này là những thiên hà ấn tượng xứng đáng được nhận tên gọi hơn là những mã hiệu khô khan, ví dụ hai ông gọi thiên hà Messier 109 trong chòm sao Đại Hùng là "Callimorphus Ursae Majoris".

## Lịch sử quan sát
Quá trình nhận thức rằng chúng ta sống trong một thiên hà, và ngoài vũ trụ còn rất nhiều thiên hà khác, được dần hé lộ qua những khám phá về Ngân Hà và những tinh vân khác trong bầu trời đêm.

### Ngân hà

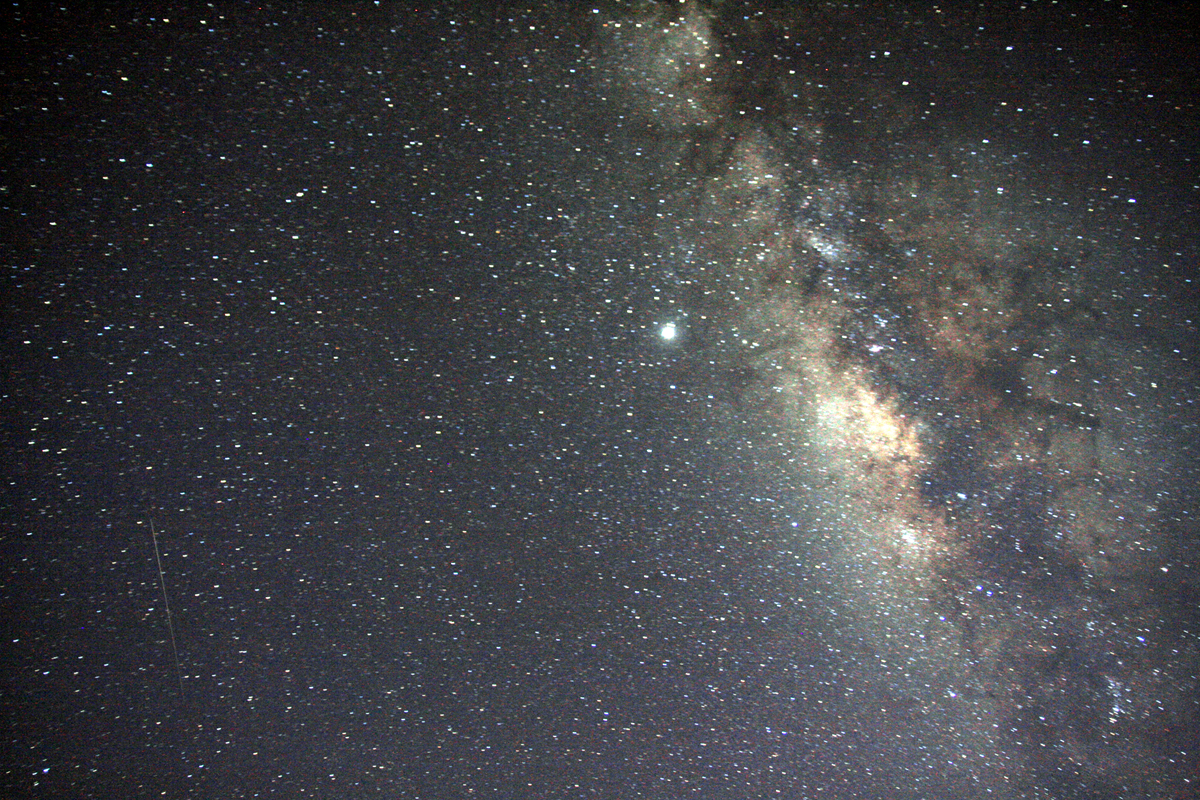
Trung tâm Ngân Hà

Nhà triết học Hy Lạp Democritus (450–370 TCN) cho rằng dải sáng trên bầu trời đêm gọi là "Con đường sữa" có thể chứa những ngôi sao ở xa.
Tuy nhiên Aristotle (384–322 TCN), tin rằng dải sáng này có thể là do "ngọn lửa đốt từ nhiều ngôi sao lớn nằm gần nhau" tỏa ra và "sự đốt này diễn ra ở tầng bên trên khí quyển, bên trong vùng liên tục của Thế giới với chuyển động của thiên đàng." Nhà triết học theo trường phái Plato mới, Olympiodorus Trẻ (495–570), đã phê bình quan điểm này dựa trên căn cứ khoa học khi ông cho rằng nếu Con đường sữa nằm dưới Mặt Trăng (nằm giữa Trái Đất và Mặt Trăng) thì nó sẽ xuất hiện dưới hình dáng khác nhau ở nhiều thời điểm và vị trí khác nhau trên Trái Đất, hay thể hiện đặc tính thị sai, mặc dù điều này đã không xảy ra. Theo quan điểm của ông, Ngân hà là thiên đàng. Quan niệm này đã có tầm ảnh hưởng về sau đối với thế giới Hồi giáo.

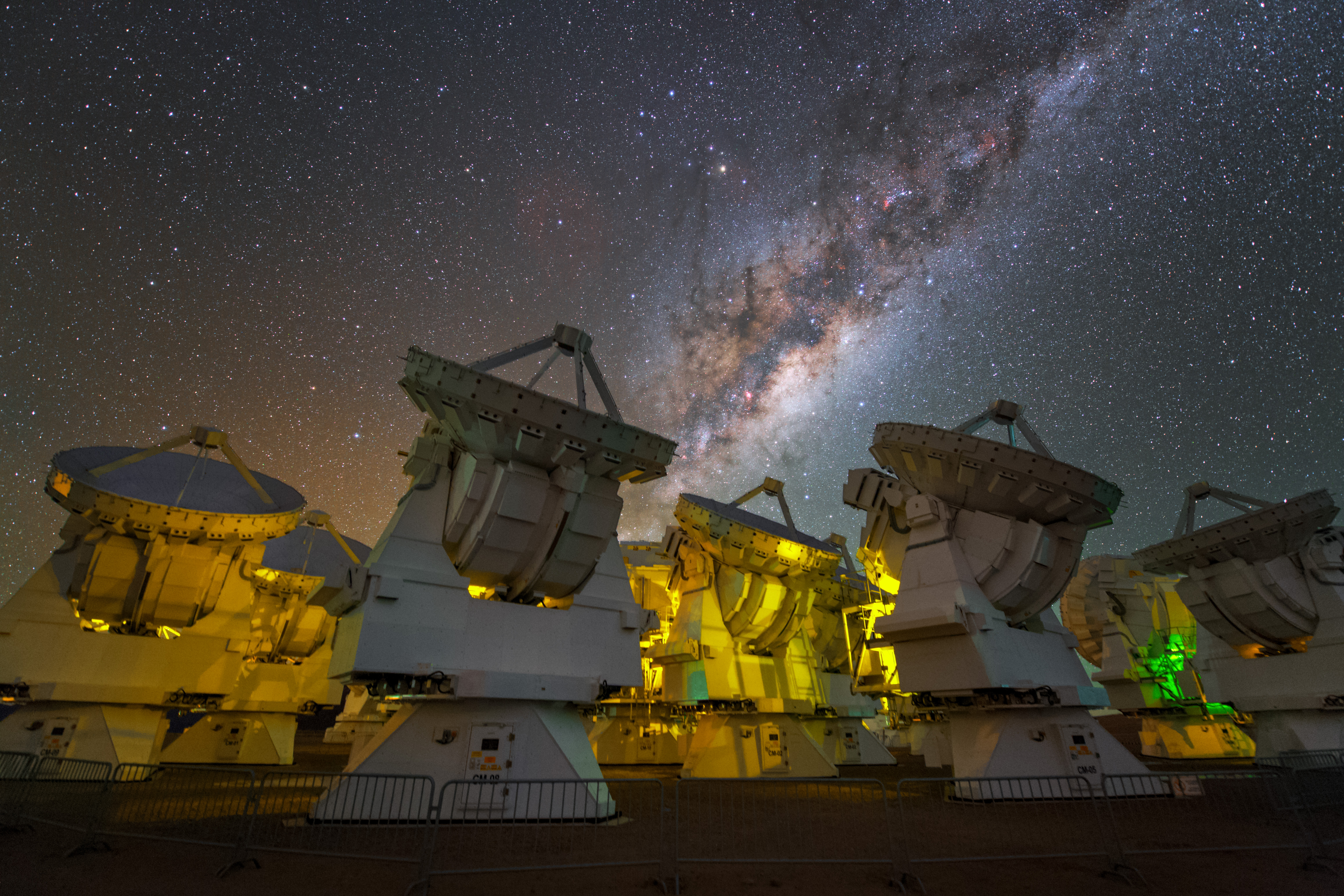
Ngân Hà phía trên các ăngten của Dãy kính thiên văn ALMA.

Theo Mohani Mohamed, nhà thiên văn Ả Rập Alhazen (965–1037) đã lần đầu tiên cố gắng đo được thị sai của Ngân Hà, và do đó ông có thể "xác định được rằng bởi vì Ngân Hà không có thị sai, nó sẽ phải nằm rất xa Trái Đất và không thuộc vào khí quyển Trái Đất." Nhà thiên văn Ba Tư al-Bīrūnī (973–1048) đề xuất ý nghĩ Ngân Hà là "tập hợp các mảnh không đếm được của các sao trong tinh vân trong tự nhiên." Nhà thiên văn vùng Al-Andalus Ibn Bajjah ("Avempace", mất 1138) cho là Ngân Hà cấu thành từ nhiều ngôi sao mà hầu hết chúng chạm vào nhau và hiện ra như một hình ảnh liên tục do hiệu ứng khúc xạ bởi môi trường khí quyển, dẫn chứng bởi quan sát của ông về hiện tượng giao hội của Sao Mộc và Sao Hỏa cho thấy hai thiên thể này có thể ở gần nhau. Trong thế kỷ 14, Ibn Qayyim sinh ở Syria cho rằng Ngân Hà "là tập hợp vô vàn các ngôi sao nhỏ nằm gần nhau trong một mặt cầu của những ngôi sao cố định."
Bằng chứng thực sự cho việc Ngân Hà chứa rất nhiều ngôi sao đến vào năm 1610 khi nhà bác học Galileo Galilei sử dụng một kính thiên văn để nghiên cứu Ngân Hà và ông phát hiện ra nó chứa rất nhiều các sao mờ. Năm 1750 nhà thiên văn Anh Thomas Wright viết trong cuốn An original theory or new hypothesis of the Universe, khi ông đoán rằng (và đã đúng) thiên hà phải là một vật thể quay chứa vô số các sao được giữ bởi tương tác hấp dẫn, tương tự như sự hoạt động của Hệ Mặt Trời nhưng trên phạm vi lớn hơn. Đĩa các vì sao có thể nhìn thành một dải sáng mờ trên bầu trời đêm khi quan sát từ Trái Đất. Trong một chuyên luận năm 1755, Immanuel Kant phát triển ý tưởng của Wright cho cấu trúc Ngân Hà.

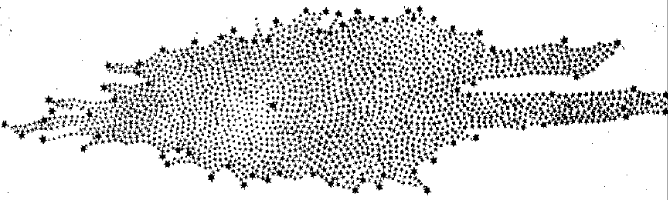
Hình dáng của Ngân Hà phác thảo bởi William Herschel năm 1785 dựa trên việc đếm các ngôi sao quan sát thấy; ông giả sử Hệ Mặt Trời nằm ở gần tâm của hình vẽ.

William Herschel là người đầu tiên cố gắng miêu tả hình dáng của Ngân Hà và vị trí của Mặt Trời trong nó vào năm 1785 bằng cách đếm một cách cẩn thận từng ngôi sao ở nhiều vùng khác nhau trong bầu trời. Ông tạo ra hình vẽ Ngân Hà với Hệ Mặt Trời nằm gần ở tâm của nó. Sử dụng cách tiếp cận tốt hơn, năm 1920 Jacobus Kapteyn đã thu được bức tranh của một thiên hà elipxoit nhỏ (đường kính vào khoảng 15 kiloparsec) với Mặt Trời nằm gần ở tâm. Một phương pháp khác do Harlow Shapley đề xuất dựa trên danh mục các cụm sao cầu lại đưa tới một hình ảnh khác hoàn toàn: đó là đĩa phẳng với đường kính xấp xỉ 70 kiloparsec và Mặt Trời nằm cách xa tâm của đĩa này. Các phương pháp này chưa tính tới hiệu ứng bụi liên sao trong mặt phẳng Ngân Hà hấp thụ ánh sáng, nhưng sau đó Robert Julius Trumpler đã lượng hóa được hiệu ứng này vào năm 1930 dựa trên nghiên cứu về các cụm sao phân tán, và ông đã đưa ra được bức tranh hiện tại chính xác hơn về Ngân Hà.

### Phân biệt với tinh vân
Một số thiên hà chúng ta có thể nhìn thấy trên bầu trời đêm bằng mắt thường. Sớm nhất vào thế kỷ 10, nhà thiên văn học Ba Tư Al-Sufi đã ghi lại các quan sát về Thiên hà Tiên Nữ và miêu tả nó như là một "đám mây nhỏ". Al-Sufi công bố công trình của ông trong cuốn Sách các định tinh năm 964, và trong cuốn này ông cũng ghi chép đến Đám mây Magellan lớn mà có thể nhìn thấy từ Yemen chứ không phải là từ Isfahan; người châu Âu biết đến các đám mây này khi Ferdinand Magellan thực hiện chyến hành trình vòng quanh thế giới vào thế kỷ 16. Simon Marius cũng độc lập phát hiện lại thiên hà Andromeda vào năm 1612. Đây là những thiên hà duy nhất bên ngoài Ngân Hà có thể dễ dàng quan sát bằng mắt thường, do vậy chúng là những thiên hà đầu tiên được quan sát từ Trái Đất.
Năm 1750 Thomas Wright, trong tác phẩm Lý thuyết nguồn gốc hay giả thuyết mới về Vũ trụ, phỏng đoán là (và đã đúng) Ngân Hà là một đĩa phẳng chứa các sao, và một số tinh vân hiện lên trên bầu trời đêm có thể không nằm trong Ngân Hà. Năm 1755, Immanuel Kant đã sử dụng thuật ngữ "đảo Vũ trụ" để miêu tả những tinh vân ở xa này.

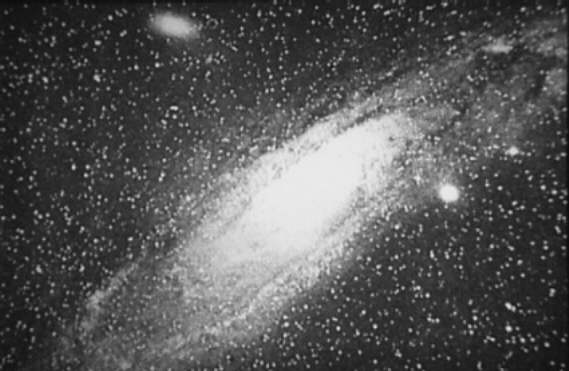
Ảnh chụp "Đại tinh vân Andromeda" vào năm 1899, mà sau này các nhà thiên văn nhận ra nó là thiên hà Andromeda.

Đến cuối thế kỷ 18, Charles Messier biên soạn danh mục bao gồm 109 tinh vân sáng nhất (gồm cả những thiên thể hiện ra giống như tinh vân), và sau đó William Herschel soạn ra một danh mục lớn hơn gồm 5.000 tinh vân. Năm 1845, Huân tước Rosse cho xây dựng một kính thiên văn mới cho phép ông có thể phân biệt được tinh vân hình xoắn ốc và tinh vân hình elip. Ông cũng nhận ra từng nguồn sáng trong một số tinh vân này, và ủng hộ cho phỏng đoán trước đó của Kant.
Năm 1912, Vesto Slipher nghiên cứu quang phổ của những tinh vân sáng nhất nhằm xác định xem các thành phần hóa học trong chúng có xuất hiện trong hệ hành tinh hay không. Tuy nhiên, Slipher phát hiện ra rằng các tinh vân xoắn ốc có độ dịch chuyển đỏ cao ám chỉ chúng đang chuyển động ra xa ở một vận tốc lớn hơn vận tốc thoát của Ngân Hà. Do vậy chúng không liên kết hấp dẫn với Ngân Hà, và rõ ràng không thuộc về thiên hà này.

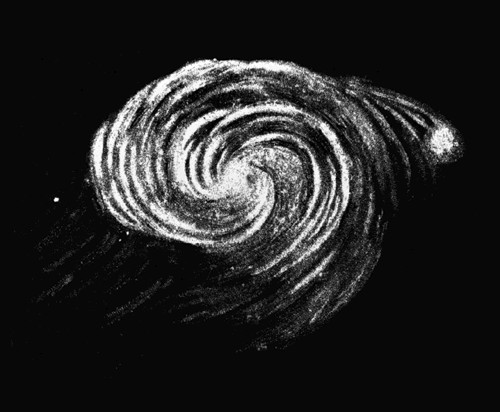
Phác họa Messier 51 của Huân tước Rosse năm 1845, sau này gọi là Thiên hà Xoáy Nước.

Năm 1917, Heber Curtis thực hiện quan sát sao mới S Andromedae bên trong "Đại Tinh vân Andromeda" (ngày nay là thiên hà Tiên nữ, hay M31). Khi lục lại các ảnh chụp tinh vân này, ông tìm thấy thêm 11 sao mới khác. Curtis nhận thấy rằng trên trung bình những sao mới này mờ hơn 10 lần so với những sao mới nằm trong thiên hà của chúng ta. Từ đây ông có thể ước lượng khoảng cách đến chúng trong phạm vi 150.000 parsec. Ông trở thành người đề xướng cho giả thuyết "đảo vũ trụ"; giả thuyết này cho rằng các tinh vân xoắn ốc thực sự là những thiên hà độc lập.
Vào năm 1920 đã nổ ra một cuộc tranh cãi lớn trong thiên văn học giữa Harlow Shapley và Heber Curtis về bản chất của Ngân Hà, các tinh vân xoắn ốc, và kích thước của Vũ trụ. Để biện giải cho quan điểm của mình rằng Đại tinh vân Andromeda là một thiên hà nằm ở bên ngoài, Curtis chỉ ra sự xuất hiện của những làn tối giống như những đám mây bụi trong Ngân Hà, cũng như giá trị dịch chuyển Doppler lớn đo được từ quang phổ của tinh vân Tiên Nữ.
Vấn đề này đã đi đến hồi kết vào đầu thập niên 1920. Năm 1922, nhà thiên văn học người Estonia Ernst Öpik đo được khoảng cách đến tinh vân Tiên Nữ dẫn đến sự ủng hộ lý thuyết cho rằng nó quả thực là một thiên hà ở xa. Sử dụng kính thiên văn 2,5m trên núi Wilson, Edwin Hubble đã có thể thấy rõ được chi tiết một số tinh vân xoắn ốc như là tập hợp của các ngôi sao và phát hiện ra một vài sao biến đổi Cepheid, cho phép ông ước lượng được khoảng cách đến những tinh vân này và ông kết luận rằng chúng ở quá xa để có thể thuộc về Ngân Hà. Năm 1936 Hubble lập ra hệ thống phân loại thiên hà còn được sử dụng cho đến ngày nay, còn gọi là dãy Hubble.

### Nghiên cứu hiện đại

Đường cong quay của một thiên hà xoắn ốc điển hình: tiên đoán dựa trên vật chất theo dõi được (A) và kết quả (B). Khoảng cách tính từ tâm thiên hà.

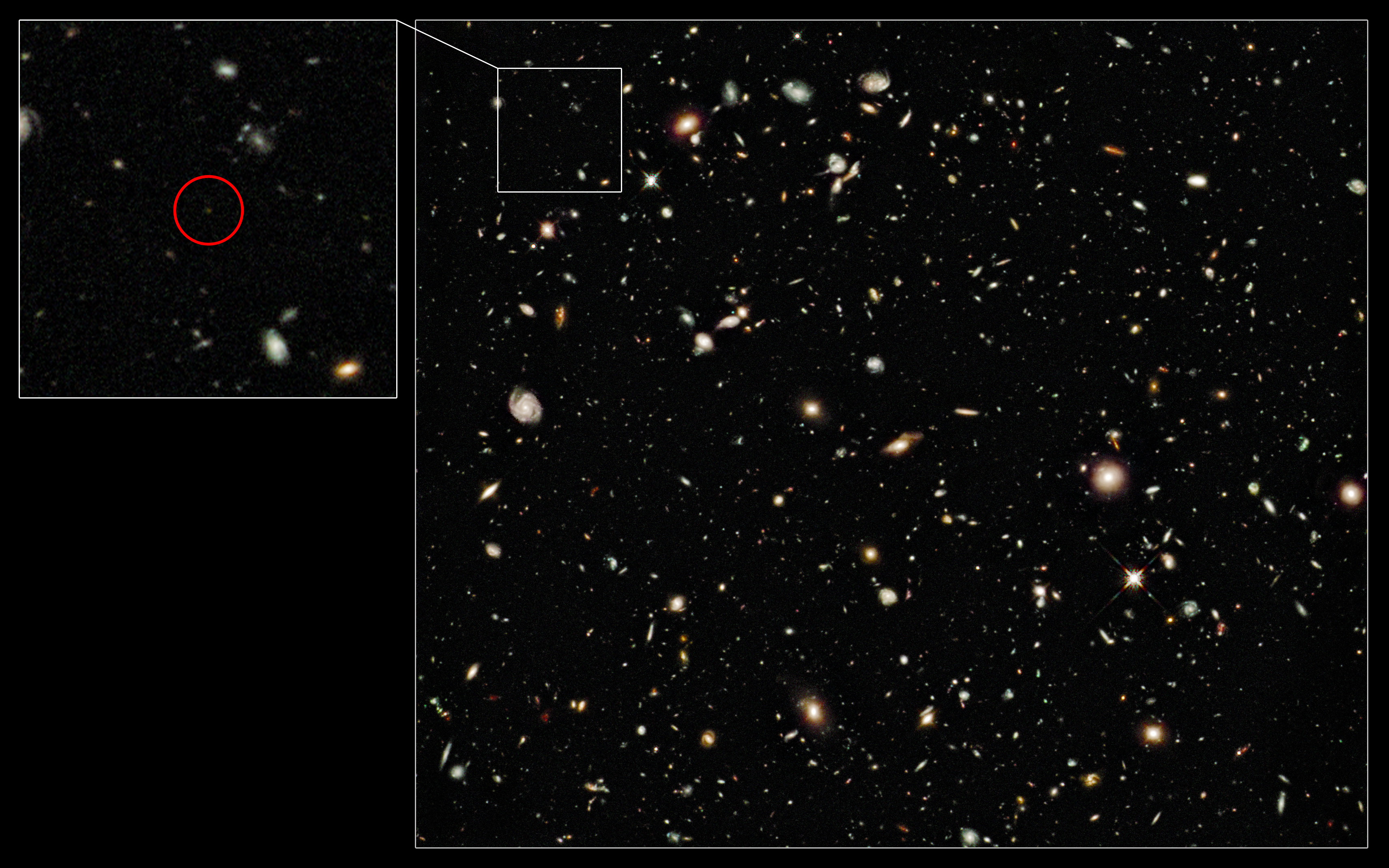
Một trong những thiên hà xa nhất UDFy-38135539

Năm 1944, Hendrik van de Hulst tiên đoán bức xạ vi ba tại buóc sóng 21 cm phát ra từ khí nguyên tử hiđrô có thể phát hiện được ở vị trí trung gian giữa các ngôi sao; và nó đã được quan sát thấy vào năm 1951. Bức xạ này cho phép các nhà thiên văn nâng cao khả năng nghiên cứu thiên hà Ngân Hà do nó không bị ảnh hưởng bởi khí bụi liên sao và hiệu ứng dịch chuyển Doppler được ứng dụng để vẽ ra bản đồ chuyển động của khí bụi trong thiên hà. Những quan sát này dẫn đến phỏng đoán về cấu trúc đường thẳng đi qua tâm Ngân Hà. Với các kính thiên văn vô tuyến có độ phân giải tốt hơn, khí hiđrô cũng phát hiện thấy tồn tại ở các thiên hà khác.
Trong thập niên 1970, Vera Rubin đã phát hiện ra tốc độ quay của các khí trong thiên hà vượt quá tốc độ quay tính toán dựa trên tổng khối lượng quan sát của thiên hà (gồm các ngôi sao và khí). Vấn đề tốc độ quay của thiên hà được cho là có thể giải thích được bằng sự có mặt của một lượng lớn vật chất tối không nhìn thấy được.
Bước vào thập niên 1990, kính thiên văn không gian Hubble bắt đầu thực hiện sứ mệnh quan sát các thiên thể trong bước sóng khả kiến. Một trong những kết luận quan trọng thu được từ các bức ảnh Hubble đó là lượng vật chất tối không nhìn thấy được không thể chỉ gán cho khối lượng những ngôi sao nhỏ và mờ. Vùng Sâu Hubble, một miền nhỏ tương đối trống trải trên bầu trời được quan sát nhiều lần bởi kính Hubble, mang lại số liệu làm căn cứ ước lượng có khoảng 125 tỷ (125×1011) thiên hà trong Vũ trụ quan sát được. Những tiến bộ về công nghệ thu tín hiệu điện từ ngoài miền khả kiến (kính thiên văn vô tuyến, camera hồng ngoại, kính thiên văn tia X) cho phép các nhà thiên văn phát hiện và nghiên cứu những thiên hà khác nằm ngoài khả năng của Hubble. Đặc biệt, dự án khảo sát thiên hà trong vùng bị che khuất (Zone of Avoidance - vùng bầu trời bị các làn bụi trong mặt phẳng Ngân Hà che khuất) cho thấy có thêm nhiều thiên hà trong những vùng chưa được nghiên cứu kỹ này.
Trong một nghiên cứu công bố trên tạp chí The Astrophysical Journal năm 2016, các nhà khoa học ở Đại học Nottingham sử dụng mô hình 3D xây dựng từ các ảnh chụp thu thập trên 20 năm từ Kính thiên văn Không gian Hubble đi đến kết luận rằng có ít nhất 2 nghìn tỷ thiên hà trong Vũ trụ quan sát được.

## Các loại và hình thái

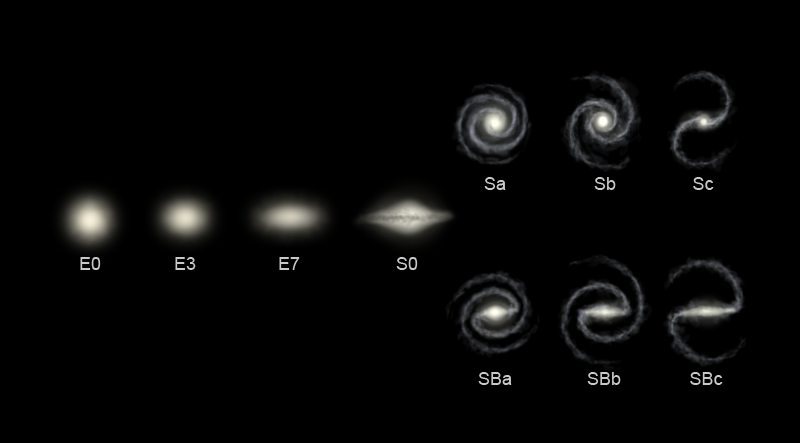
Các kiểu thiên hà theo sơ đồ phân loại Hubble. Chữ E ký hiệu cho thiên hà elip; chữ S cho thiên hà xoắn ốc; và SB cho thiên hà xoắn ốc có cấu trúc thẳng qua tâm.

Các thiên hà có ba kiểu hình thái chính: elip, xoắn ốc, và dị thường. Ngoài ra cách miêu tả chi tiết hơn cấu trúc thiên hà dựa trên hình dáng của chúng được Hubble nêu trong dãy phân loại của ông. Vì dãy này hoàn toàn dựa trên hình thái biểu kiến của thiên hà, cách phân loại này không thể hiện được một số đặc tính quan trọng của thiên hà như tốc độ hình thành sao (trong các thiên hà bùng nổ sao) và sự hoạt động tại trung tâm (trong thiên hà hoạt động).

### Thiên hà elip
Hệ thống phân loại Hubble đánh giá thiên hà elip dựa trên cơ sở hình dáng elip của chúng, đi từ E0, với thiên hà có dạng gần hình cầu, cho đến E7, với hình dáng thuôn dài. Những thiên hà này giống với khối ellipsoid khiến cho chúng hiện ra như là hình elip khi nhìn dưới một góc. Hình thái này thể hiện rất ít đặc điểm về cấu trúc và thường có tương đối ít vật chất liên sao trong thiên hà elip. Hệ quả là những thiên hà này có ít các cụm sao phân tán và tốc độ sản sinh các ngôi sao mới là thấp. Thay vào đó trong các thiên hà này chứa phần lớn các ngôi sao già trong giai đoạn cuối của quá trình tiến hóa, quay xung quanh khối tâm hấp dẫn chung theo những hướng ngẫu nhiên. Các ngôi sao này chứa lượng nhỏ các nguyên tố nặng bởi vì sự hình thành sao giảm đi sau quá trình bùng nổ ban đầu. Trong khía cạnh này các thiên hà elip có tính chất tương tự như các cụm sao cầu nhỏ hơn rất nhiều.
Các thiên hà lớn nhất trong vũ trụ quan sát được là các thiên hà elip. Các nhà thiên văn học tin rằng nhiều thiên hà elip hình thành từ quá trình tương tác giữa các thiên hà, kết quả của sự va chạm hay sáp nhập thiên hà. Dẫn tới chúng có thể lớn đến một kích thước khổng lồ (so với các thiên hà xoắn ốc chẳng hạn), và các thiên hà elip khổng lồ thường nằm gần trung tâm của các đám thiên hà lớn. Thiên hà bùng nổ sao hình thành từ va chạm thiên hà và theo thời gian có thể hình thành lên thiên hà elip.

### Thiên hà xoắn ốc

Thiên hà Xoáy Nước (trái), một kiểu thiên hà không có cấu trúc ngang.

Thiên hà xoắn ốc là loại thiên hà mà các ngôi sao phân bố theo hình xoắn ốc về phía tâm. Mặc dù các ngôi sao và đa số những vật chất khả kiến khác trong thiên hà loại này nằm trên một mặt phẳng, khối lượng chủ yếu của thiên hà xoắn ốc tập trung tại miền hình cầu của vật chất tối mở rộng bao lấy vật chất khả kiến.
Các thiên hà xoắn ốc có cấu trúc một đĩa phẳng quay gồm các sao và môi trường liên sao, cùng với miền phình to ở trung tâm chứa chủ yếu các ngôi sao già cỗi. Mở rộng ra bên ngoài khu vực phình này là những nhánh xoắn ốc tương đối sáng. Trong biểu đồ phân loại của Hubble, thiên hà xoắn ốc được ký hiệu bằng chữ S, tiếp sau bởi các chữ (a, b, hay c) cho biết mức độ xếp chặt của các nhánh xoắn ốc và kích thước của miền phình trung tâm. Thiên hà kiểu Sa có các nhánh xoắn ốc xếp khít với nhau và không hiện lên rõ ràng giữa hai nhánh cũng như thiên hà có một vùng phình lớn ở trung tâm. Ở kiểu Sc thiên hà xoắn ốc có các nhánh xếp thưa và rõ ràng, trong khi miền phình không quá lớn ở trung tâm. Thiên hà với các nhánh xoắn ốc xếp chặt đôi khi còn được các nhà thiên văn gọi là "thiên hà xoắn ốc kết bông"; ngược lại với kiểu "thiên hà xoắn ốc thiết kế lớn" mà có những nhánh xoắn ốc rõ ràng và lớn.
Dường như lý do ở một số thiên hà xoắn ốc có miền phình lớn và một số thì dạng cấu trúc giống đĩa phẳng là ở chỗ tốc độ tự quay của thiên hà nhanh hay chậm.
Các nhánh xoắn ốc có hình dáng xấp xỉ với đường xoắn ốc loga, một đường cong toán học có thể chứng minh bằng lý thuyết rằng nó là kết quả từ sự nhiễu loạn trong chuyển động quay đều của các ngôi sao quanh trung tâm thiên hà. Giống như những ngôi sao, các nhánh xoắn ốc quay quanh trung tâm nhưng với vận tốc góc khá đều nhau. Các nhà thiên văn học cho rằng nhánh xoắn ốc là những vùng tập trung vật chất mật độ cao miêu tả trong "lý thuyết sóng mật độ". Khi những ngôi sao chuyển động trong nhánh, vận tốc của mỗi hệ sao được điều chỉnh bởi lực hấp dẫn từ những vùng có mật độ vật chất cao hơn. (Vận tốc của hệ trở lại bình thường khi hệ sao rời ra xa nhánh xoắn ốc.) Hiệu ứng này giống như "sóng" di chuyển chậm lại dọc theo đường cao tốc chứa đầy ô tô. Các nhánh hiện ra dưới bước sóng khả kiến bởi vì mật độ vật chất cao tạo điều kiện cho hình thành các ngôi sao mới, do vậy những nhánh xoắn ốc thường chứa nhiều ngôi sao trẻ và sáng.

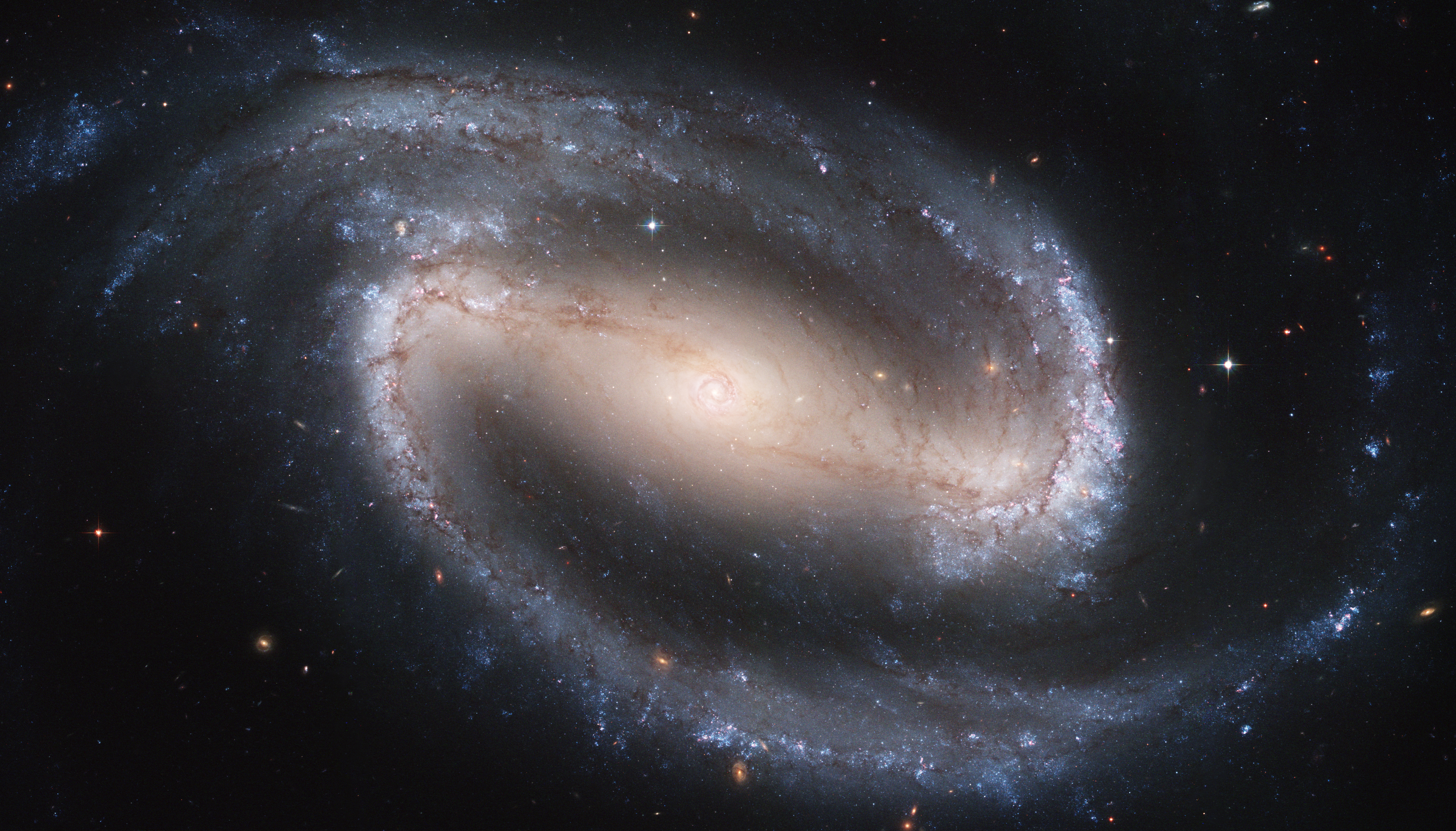
NGC 1300, thiên hà xoắn ốc có cấu trúc ngang.

Đa số trong các thiên hà xoắn ốc, bao gồm Ngân Hà của chúng ta, có một dải phân bố các sao nằm thẳng mở rộng ra hai phía từ tâm thiên hà và có các điểm cuối của dải hòa trộn vào các nhánh xoắn ốc. Trong sơ đồ phân loại Hubble, những thiên hà này được ông ký hiệu là SB, theo sau bởi các chữ thường (a, b hay c) tương ứng với hình dạng của các nhánh xoắn ốc (theo nghĩa giống với sự phân loại của các thiên hà xoắn ốc thường).Cấu trúc thanh thẳng được cho là dạng cấu trúc tạm thời mà xuất hiện từ kết quả của sóng mật độ từ lõi thiên hà phát ra bên ngoài, hoặc là do sự tương tác thủy triều hấp dẫn với các thiên hà khác. Nhiều thiên hà xoắn ốc với cấu trúc thẳng ở trung tâm là những thiên hà có nhân hoạt động, có thể là kết quả từ các luồng vật chất khí tuôn về phía lõi thiên hà dọc theo các nhánh xoắn ốc.
Ngân Hà có cấu trúc dạng đĩa lớn với các nhánh xoắn ốc và cấu trúc thẳng chạy qua tâm, đường kính của nó vào khoảng 30 kiloparsec với bề dày của đĩa xấp xỉ 1 kiloparsec. Nó chứa khoảng 200 tỷ (2×1011) ngôi sao và tổng khối lượng của Ngân Hà xấp xỉ 600 tỷ (6×1011) lần khối lượng Mặt Trời.

### Các hình thái khác
Thiên hà dị thường là những thiên hà có cấu trúc bất thường do tương tác thủy triều với những thiên hà khác. Chẳng hạn như thiên hà hình vòng có cấu trúc giống một vòng đai chứa các sao và môi trường khí xung quanh một lõi trần trụi. Thiên hà hình vòng có khả năng hình thành khi có một thiên hà nhỏ hơn chuyển động vượt qua trung tâm của một thiên hà xoắn ốc. Những sự kiện này có thể đã xảy đến với thiên hà Tiên Nữ, bởi khi quan sát nó dưới bước sóng hồng ngoại các nhà thiên văn nhận ra nó có cấu trúc như nhiều vòng đồng tâm xếp lồng vào nhau.
Thiên hà hình hạt đậu là thiên hà có dạng cấu trúc trung gian giữa thiên hà elip và thiên hà xoắn ốc. Nó được Hubble xếp vào kiểu S0, với cấu trúc khó phân biệt một cách rõ ràng các nhánh xoắn ốc và với một quầng hình elip chứa các ngôi sao. (Thiên hà hình hạt đậu trần có kiểu phân loại Hubble là SB0.)
Ngoài những phân loại theo hình thái nêu ra ở trên, có một số kiểu thiên hà không thể phân loại trực tiếp thành thiên hà elip hoặc thiên hà xoắn ốc. Chúng được xếp vào nhóm thiên hà dị thường. Thiên hà kiểu Irr-I có một số đặc điểm cấu trúc nhưng không khớp hoàn toàn với một trong số kiểu phân loại của sơ đồ Hubble. Thiên hà kiểu Irr-II hoàn toàn không có một đặc điểm nào giống trong cách phân loại Hubble và có thể chúng từng bị xé toạc ra bởi các va chạm thiên hà. Ví dụ về những thiên hà (lùn) dị thường nằm ở gần bao gồm Đám mây Magelland.

### Thiên hà lùn
Mặc dù nhiều thiên hà nổi bật lên với cấu trúc xoắn ốc hoặc dạng elip, phần lớn các thiên hà trong Vũ trụ có kích thước nhỏ bé. Những thiên hà lùn này tương đối nhỏ khi so sánh với một số thiên hà khác, chẳng hạn như chúng có kích thước bằng một phần trăm đường kính của Ngân Hà và chứa chỉ vài tỷ ngôi sao. Gần đây các nhà thiên văn học khám phá ra thiên hà lùn siêu compact có đường kính chỉ khoảng 100 parsec.
Nhiều thiên hà lùn có thể coi là chuyển động trên quỹ đạo quanh một thiên hà lớn hơn, ví dụ như Ngân Hà có ít nhất một tá các thiên hà vệ tinh kiểu này và ước lượng còn khoảng 300–500 thiên hà vệ tinh chưa được phát hiện. Việc phân loại thiên hà lùn cũng theo cách phân loại ở trên, với các thiên hà lùn elip, thiên hà lùn xoắn ốc và thiên hà lùn dị thường. Do một số thiên hà lùn elip nhìn khá giống với các thiên hà elip nên chúng còn được gọi dưới cái tên thiên hà lùn phỏng cầu.
Một nghiên cứu bao gồm 27 thiên hà lân cận với Ngân Hà cho kết quả ở mọi thiên hà lùn có tập trung khối lượng xấp xỉ 10 triệu lần khối lượng Mặt Trời, cho dù thiên hà có chứa hàng nghìn hay hàng triệu ngôi sao. Điều này dẫn đến khả năng là ở phần lớn các thiên hà có tồn tại dạng vật chất tối chứa và bao xung quanh chúng.

## Đặc điểm hoạt động và tính động lực

### Tương tác thiên hà
Các thiên hà lân cận thường có sự tương tác hấp dẫn với nhau, và đặc tính này đóng một vai trò quan trọng trong sự hình thành và tiến hóa thiên hà. Hai thiên hà chưa hoàn toàn va chạm vào nhau cũng gây ra sự xáo trộn trong cấu trúc của chúng do lực thủy triều hấp dẫn, dẫn đến sự trao đổi khí và bụi.

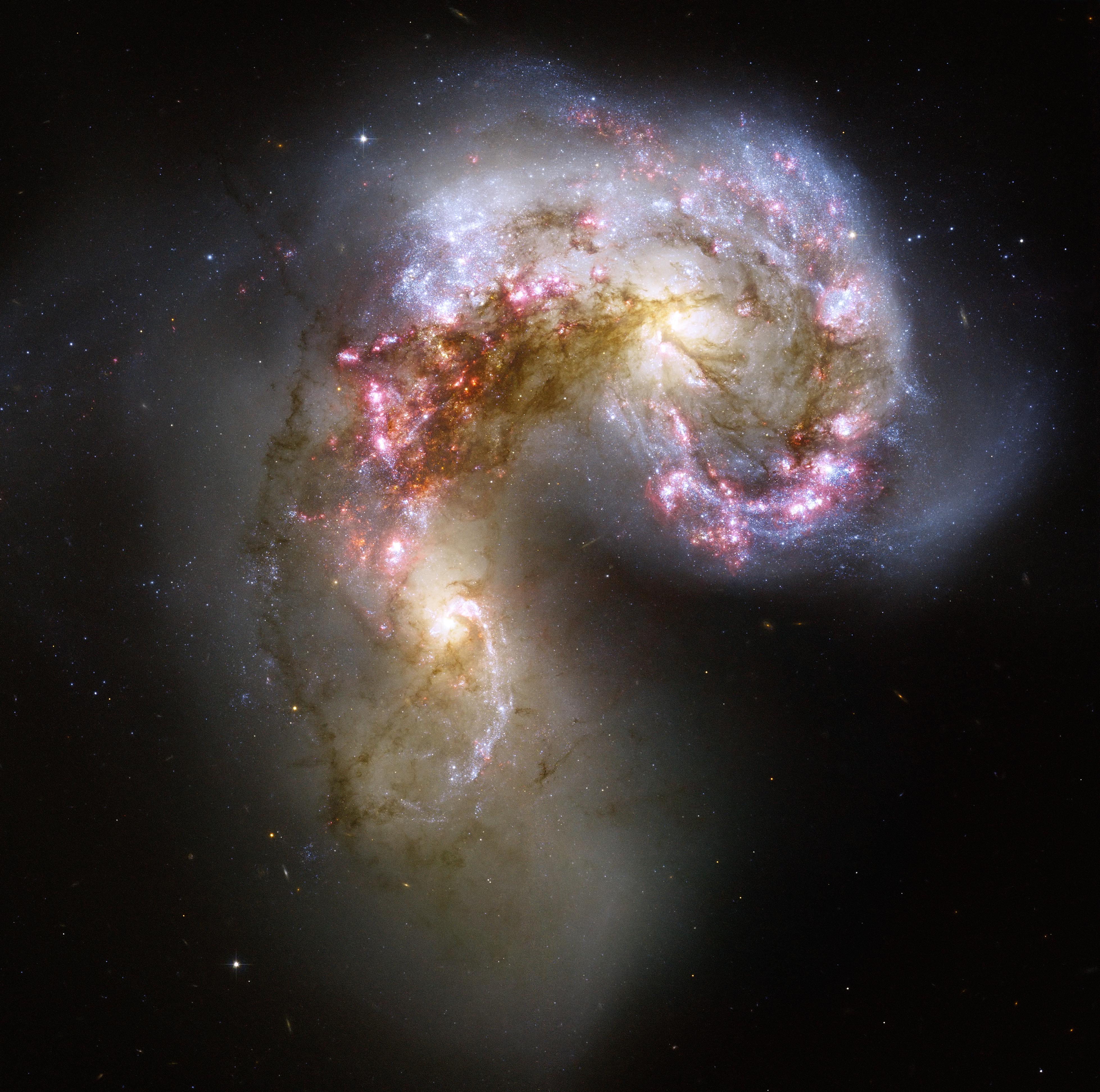
Thiên hà Antennae gồm hai thiên hà đang trải qua sự va chạm và cuối cùng dẫn đến sự sáp nhập giữa chúng.

Va chạm xảy ra khi hai thiên hà chuyển động qua trực tiếp nhau và chúng có động lượng tương đối lớn để sự kiện sáp nhập không xảy ra. Các ngôi sao trong những thiên hà tương tác này nói chung sẽ không va chạm vào nhau do khoảng cách giữa các ngôi sao là khá lớn.Tuy nhiên, đám mây khí và bụi của các thiên hà sẽ tương tác và hòa trộn vào nhau. Hiệu ứng này giúp thúc đẩy sự hình thành các ngôi sao trẻ do môi trường liên sao trở lên hỗn độn và bị nén lại. Sự kiện va chạm có thể làm méo mó nghiêm trọng hình dáng của một hay cả hai thiên hà, hình thành lên cấu trúc thanh, vòng đai hoặc dạng đuôi ở các thiên hà.
Nếu hai thiên hà va chạm không có động lượng đủ lớn để thắng lực hấp dẫn giữa chúng, sau một thời gian chúng sẽ sáp nhập với nhau để hình thành nên một thiên hà lớn hơn. Sự kiện sáp nhập làm thay đổi lớn hình thái của thiên hà so với hình dáng ban đầu của chúng. Trong trường hợp có một thiên có khối lượng lớn hơn và kích thước lớn hơn, sẽ dẫn tới hiệu ứng "thiên hà ăn thịt": thiên hà lớn sẽ chỉ bị thay đổi rất ít về hình thái, trong khi thiên hà nhỏ hơn bị hòa trộn hoàn toàn vào thiên hà lớn. Ngân Hà hiện tại cũng đang trong quá trình hút và hòa trộn các thiên hà nhỏ bao gồm thiên hà lùn elip Nhân Mã và thiên hà lùn Đại Khuyển.

### Thiên hà bùng nổ sao

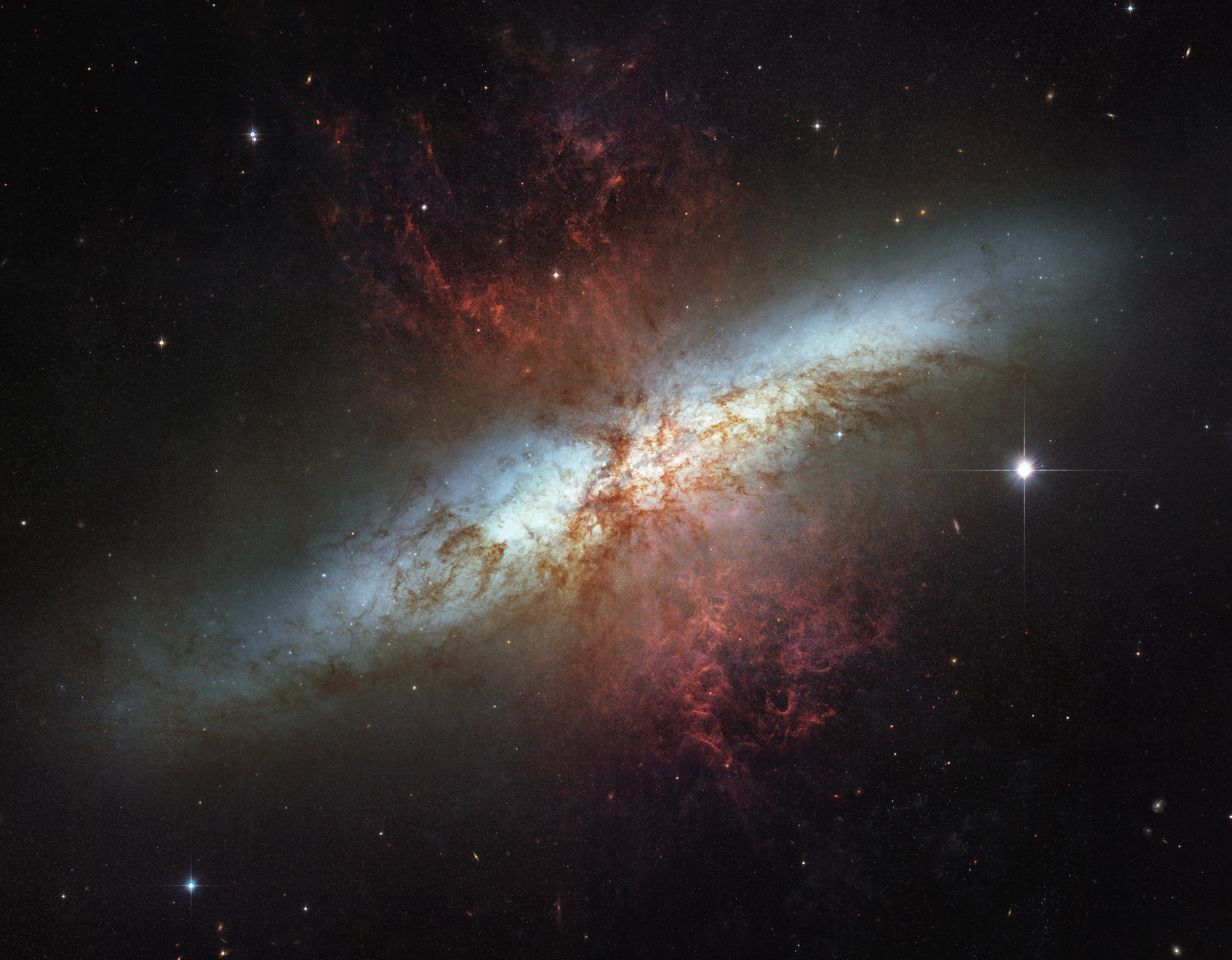
M82, một trong những thiên hà bùng nổ sao mạnh mẽ với tốc độ sản sinh các ngôi sao gấp 10 lần so với các thiên hà "thông thường".

Các sao hình thành trong thiên hà từ một đám mây khí lạnh tạo nên đám mây phân tử khổng lồ. Ở một số thiên hà có tốc độ hình thành sao khá lớn, và các nhà thiên văn học gọi chúng là thiên hà bùng nổ sao. Với tốc độ sản sinh sao như thế, chúng sẽ tiêu thụ hết lượng khí trong môi trường liên sao trong khoảng thời gian nhỏ hơn độ tuổi của thiên hà. Do vậy hoạt động bùng nổ sản sinh sao chỉ diễn ra trong khoảng 10 triệu năm, quãng thời gian tương đối ngắn trong lịch sử phát triển của một thiên hà. Thiên hà bùng nổ sao đã từng rất phổ biến trong thời gian sớm của Vũ trụ, và hiện tại, một số thiên hà vẫn đóng góp vào khoảng 15% tổng lượng sản sinh sao.
Thiên hà bùng nổ sao có đặc trưng ở sự tập trung bụi và khí cũng như sự có mặt của những ngôi sao mới hình thành, bao gồm những ngôi sao lớn làm ion hóa các đám mây xung quanh nó tạo ra những vùng H II. Những ngôi sao lớn này có thời gian tồn tại ngắn và ở cuối giai đoạn tiến hóa nó kết thúc bằng vụ nổ siêu tân tinh, tạo ra vùng tàn dư siêu tân tinh tương tác với vùng khí bao xung quanh nó. Những vụ nổ như thế này tạo ra sản phẩm các nguyên tố nặng hòa trộn vào không gian liên sao và trở thành những viên gạch cơ bản cho các hệ hành tinh sau này. Đến khi nguồn khí bị sử dụng hoặc tiêu tán hết lúc này hoạt động sản sinh sao với tốc độ lớn cũng kết thúc.
Hoạt động bùng nổ sao thường đi kèm với quá trình thiên hà tương tác và sáp nhập. Ví dụ điển hình cho mối quan hệ thiên hà tương tác và bùng nổ sao là ở thiên hà M82 khi nó đang chuẩn bị cho sự va chạm với thiên hà lớn hơn là M81. Ở các thiên hà dị thường các vùng hoạt động sản sinh sao tập trung tại những nút nhỏ trong chúng.

### Nhân hoạt động
Trong số các thiên hà mà chúng ta quan sát được có một nhóm thiên hà hoạt động, nghĩa là một phần đáng kể tổng năng lượng sinh ra từ thiên hà phát từ một nguồn duy nhất thay vì từ các sao, bụi và môi trường liên sao.
Khuôn mẫu cho mô hình nhân thiên hà hoạt động dựa trên một đĩa bồi tụ tạo thành xung quanh các hố đen siêu nặng ở vùng lõi. Bức xạ từ một nhân thiên hà hoạt động sinh ra từ năng lượng hấp dẫn của vật chất ở đĩa khi rơi vào hố đen này. Trong khoảng 10% những thiên thể như vậy tồn tại cặp chùm tia/hạt năng lượng cao phun ra theo hướng ngược nhau từ trung tâm thiên hà với vận tốc gần bằng tốc độ ánh sáng. Người ta vẫn chưa hiểu rõ cơ chế sinh ra những tia này.

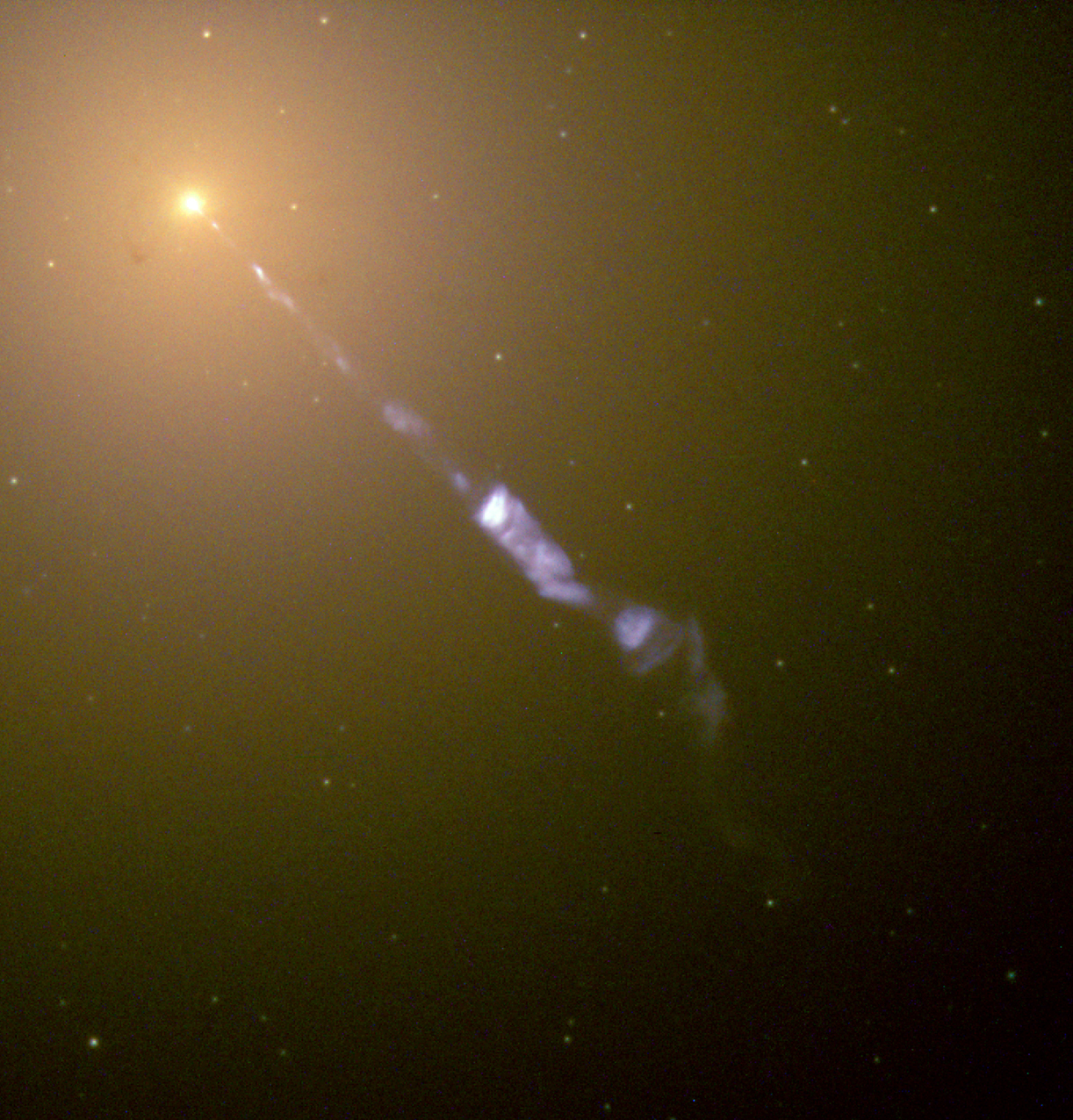
Một dòng hạt năng lượng cao phát ra từ lõi thiên hà vô tuyến êlip M87.

Các thiên hà hoạt động phát ra bức xạ năng lượng cao dưới dạng tia X được gọi là Thiên hà Seyfert hoặc quasar, phụ thuộc vào độ sáng của nó. Các blazar là những thiên hà hoạt động với chùm tia tương đối tính hướng về phía Trái Đất. Thiên hà vô tuyến phát ra các bức xạ vô tuyến từ chùm tia tương đối tính này. Các loại thiên hà hoạt động này được thống nhất trong một mô hình với cách giải thích sự khác nhau giữa chúng là do góc quan sát từ Trái Đất.
Một hiện tượng khác có thể liên quan tới nhân thiên hà hoạt động (cũng như bùng nổ sao) là các vùng vạch phát xạ hạt nhân ion hóa thấp (LINER). Bức xạ từ các thiên hà loại LINER chủ yếu chứa các nguyên tố bị ion hóa yếu. Xấp xỉ một phần ba các thiên hà gần với chúng ta có chứa nhân LINER.

## Sự hình thành và tiến hóa
Mục tiêu của nghiên cứu sự hình thành và tiến hóa của thiên hà nhằm trả lời các câu hỏi về thiên hà đã hình thành như thế nào và con đường tiến hóa của nó trong lịch sử của Vũ trụ. Một số lý thuyết trong lĩnh vực này đã được chấp thuận rộng rãi, nhưng nó vẫn là lĩnh vực nghiên cứu sôi động trong ngành vật lý thiên văn.

### Sự hình thành

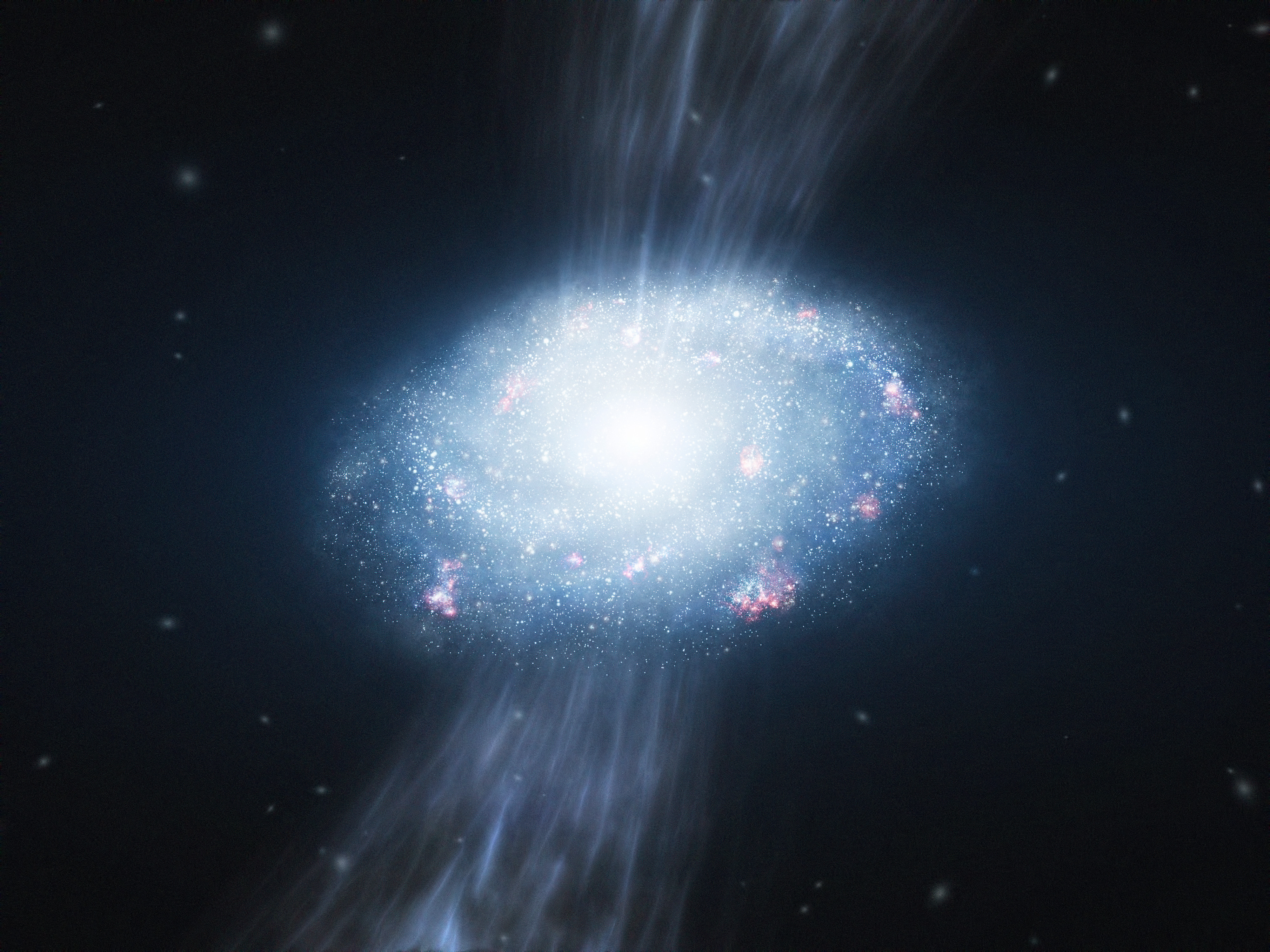
Minh họa thiên hà trẻ đang tích tụ vật chất. Ảnh của ESO/L. Calçada

Mô hình vũ trụ học về thời kỳ đầu của Vũ trụ dựa trên cơ sở của lý thuyết Vụ Nổ Lớn. Khoảng 300.000 năm sau sự kiện này, các nguyên tử hiđrô và heli bắt đầu hình thành trong một giai đoạn gọi là "kỷ nguyên tái kết hợp". Lúc này, gần như mọi hiđrô đều ở trạng thái trung hòa và luôn sẵn sàng hấp thụ ánh sáng, cũng như chưa có ngôi sao nào hình thành. Kết quả này dẫn đến một giai đoạn gọi là "Kỷ nguyên tối". Bắt đầu từ sự thăng giáng mật độ (hoặc sự phi đẳng hướng bất thường) trong trạng thái vật chất nguyên thủy của Kỷ nguyên tối mà các cấu trúc lớn của vũ trụ bắt đầu xuất hiện. Các vật chất baryon bắt đầu tích tụ trong quầng vật chất tối lạnh. Những cấu trúc nguyên thủy này cuối cùng hình thành lên các thiên hà như quan sát thấy ngày nay.
Chứng cứ về sự xuất hiện của thiên hà sớm được tìm thấy vào năm 2006, khi các nhà thiên văn phát hiện ra thiên hà IOK-1 có độ dịch chuyển đỏ cao bất thường bằng 6,96 tương ứng với khoảng thời gian 750 triệu năm sau Vụ Nổ Lớn, khiến nó trở thành một trong những thiên hà xa nhất từng được quan sát. Trong khi một số nhà khoa học đề cập rằng những thiên thể khác (như thiên hà Abell 1835 IR1916) có dịch chuyển đỏ cao hơn (và do vậy xuất hiện vào giai đoạn sớm hơn), tuổi của IOK-1 và các thành phần trong nó đã được nghiên cứu kỹ lưỡng. Tuy nhiên vào tháng 12 năm 2012, các nhà thiên văn thông báo rằng thiên hà UDFj-39546284 là một trong những thiên hà xa nhất với giá trị dịch chuyển đỏ đo được bằng 11,9. Thiên hà này tồn tại vào khoảng "380 triệu năm" sau Vụ Nổ Lớn (xảy ra khoảng 13,8 tỷ năm về trước), hay ánh sáng từ nó phải mất 13,42 tỷ năm mới đến được Trái Đất (còn khoảng cách phải lớn hơn vì vũ trụ liên tục giãn nở). Sự tồn tại sớm của những tiền thiên hà này cho thấy rằng chúng đã lớn lên từ trong "Kỷ nguyên tối".
Chi tiết của quá trình bằng cách nào mà các thiên hà đã hình thành trong vũ trụ là một câu hỏi mở có tầm quan trọng lớn trong ngành thiên văn học. Các lý thuyết có thể chia ra thành hai nhóm: từ trên - xuống và từ dưới - lên. Trong lý thuyết từ trên - xuống (như mô hình Eggen–Lynden-Bell–Sandage [ELS]), các tiền thiên hà hình thành đồng thời từ sự suy sụp của cấu trúc lớn diễn ra trong khoảng 100 triệu năm. Trong lý thuyết từ dưới - lên (như mô hình Searle-Zinn [SZ]), các cấu trúc nhỏ như cụm sao cầu hình thành trước tiên, và rồi một số thiên thể thu hút chúng lại để tạo nên một thiên hà lớn hơn.
Một khi các tiền thiên hà bắt đầu hình thành và co lại, những ngôi sao đầu tiên (gọi là sao dân số loại III) xuất hiện cùng với chúng. Những ngôi sao này chứa hoàn toàn hiđrô và heli và có thể có khối lượng rất lớn. Nếu không, những ngôi sao khổng lồ sẽ sớm tiêu thụ hết nguồn vật chất cung cấp cho chúng và nhanh chóng bùng nổ trong vụ nổ siêu tân tinh, giải phóng ra các nguyên tố nặng vào môi trường liên sao. Thế hệ sao đầu tiên này chiếu bức xạ mạnh và làm ion hóa môi trường khí hiđrô trung hòa xung quanh, tạo ra những bong bóng không gian giãn nở và thông qua đó ánh sáng có thể truyền xa ra ngoài.

### Tiến hóa
Trong vòng một tỷ năm hình thành thiên hà, những cấu trúc quan trọng của nó bắt đầu xuất hiện. Cụm sao cầu, lỗ đen khối lượng siêu lớn ở trung tâm, vùng phình thiên hà chứa các sao loại II nghèo kim loại. Sự tạo thành lỗ đen siêu lớn dường như đóng vai trò quan trọng trong hoạt động điều hòa sự tăng trưởng của thiên hà bằng cách giới hạn tổng lượng vật chất tích tụ vào thiên hà. Trong kỷ nguyên sớm này, các thiên hà trải qua hoạt động bùng nổ sao mạnh mẽ nhất trong lịch sử tiến hóa của nó.
Trong hai tỷ năm tiếp theo, lượng vật chất tích tụ dần phân bố ổn định theo đĩa phẳng của thiên hà. Thiên hà sẽ tiếp tục hấp thụ lượng vật chất rơi vào nó từ những đám mây khí có vận tốc cao và từ các thiên hà lùn trong suốt thời gian tồn tại của nó. Lượng vật chất này chủ yếu là hiđrô và heli. Chu trình sao sinh ra và chết đi làm tăng chậm dần sự có mặt của các nguyên tố nặng hơn, cuối cùng những nguyên tố mới này tham gia vào quá trình hình thành lên các hệ hành tinh.
Sự tiến hóa thiên hà có ảnh hưởng quan trọng bởi quá trình tương tác và va chạm giữa các thiên hà. Hoạt động sáp nhập thiên hà là khá thường xuyên trong suốt giai đoạn sớm của vũ trụ và đa phần các thiên hà có hình thái dị thường. Do khoảng cách giữa các ngôi sao là lớn cho lên các hệ sao trong những thiên hà va chạm sẽ không bị ảnh hưởng nhiều. Tuy nhiên, sức hút hấp dẫn tước đi khí và bụi liên sao trong các cánh tay xoắn ốc tạo nên một chuỗi dài các ngôi sao gọi là đuôi thủy triều. Thiên hà NGC 4676 là một trong số các ví dụ như thế, hoặc như ở thiên hà Antennae.
Cũng không tránh khỏi sự tương tác, Ngân Hà và thiên hà gần Tiên Nữ đang di chuyển về phía nhau với vận tốc 130 km/s, và phụ thuộc vào hướng chuyển động, hai thiên hà này sẽ va chạm với nhau trong khoảng 5 tới 6 tỷ năm nữa. Mặc dù Ngân Hà chưa từng va chạm với một thiên hà lớn nào như thiên hà Tiên Nữ, đã có nhiều chứng cứ về những va chạm của Ngân Hà với các thiên hà lùn nhỏ hơn.
Sự tương tác giữa hai thiên hà lớn như thế là một sự kiện hiếm. Theo dòng thời gian, quá trình sáp nhập của hai thiên hà có cùng kích thước trở lên ít phổ biến hơn. Hầu hết các thiên hà sáng cơ bản vẫn không thay đổi trong hàng tỷ năm qua, và tốc độ cho sự hình thành sao mới có lẽ cũng đã lên tới đỉnh điểm vào 10 tỷ năm về trước.

### Các xu hướng trong tương lai
Hiện tại, hầu hết sự hình thành sao xảy ra ở các thiên hà cỡ nhỏ nơi khí lạnh chưa tiêu tan hết. Các thiên hà xoắn ốc, như Ngân Hà, chỉ tạo ra các thế hệ sao mới chừng nào chúng còn các đám mây phân tử đặc chứa hiđrô liên sao trong các cánh tay xoắn của chúng. Các thiên hà êlip vốn sẵn hầu như không có loại khí này, cho nên không còn ngôi sao mới nào tạo thêm. Nguồn cung cấp vật liệu hình thành sao là có hạn; một khi các ngôi sao đã chuyển hóa nguồn cung hiđrô sẵn có thành các nguyên tố nặng hơn, việc hình thành sao mới sẽ kết thúc.
Kỷ nguyên hình thành sao hiện tại được cho là sẽ tiếp tục trong khoảng 100 tỉ năm nữa, và sau đó "kỷ nguyên sao" sẽ dần tàn lụi sau khoảng 10 nghìn tỉ tới 100 nghìn tỉ năm (1013–1014 năm), khi các ngôi sao nhỏ nhất, sống lâu nhất trong thiên cầu của chúng ta, những sao lùn đỏ cực nhỏ, bắt đầu biến mất. Vào cuối kỷ nguyên sao, các thiên hà sẽ chỉ còn bao gồm các thiên thể đặc: sao lùn nâu, sao lùn trắng đang nguội dần hoặc các sao lùn đen), sao neutron lạnh, và các hố đen. Cuối cùng, do sự hồi phục hấp dẫn, tất cả các ngôi sao sẽ hoặc rơi vào các lỗ đen khối lượng siêu lớn ở trung tâm hoặc văng ra không gian liên thiên hà do kết quả của các vụ va chạm.

## Cấu trúc quy mô lớn
Các cuộc thăm dò vũ trụ sâu thẳm đã cho thấy các thiên hà thường phân bố ở những khoảng cách tương đối gần các thiên hà khác. Tương đối hiếm có các thiên hà đơn độc ít tương tác đáng kể với một thiên hà có khối lượng tương đương trong thời gian 5 tỷ năm đến nay. Chỉ khoảng 5% các thiên hà từng quan sát được nằm hoàn toàn cô lập; và ngay cả thế, những thiên hà này đã có thể tương tác và kết hợp với các thiên hà khác trong quá khứ, và hiện vẫn có thể có những thiên hà vệ tinh nhỏ hơn quay xung quanh chúng. Các thiên hà cô lập có thể sản xuất các sao ở tốc độ cao hơn bình thường, vì khí của chúng không bị các thiên hà lân cận tước mất.
Ở quy mô lớn nhất, Vũ trụ tiếp tục giãn nở, dẫn đến khoảng cách giữa các thiên hà tiếp tục gia tăng (xem Định luật Hubble). Sự gắn kết giữa các thiên hà có thể vượt qua sự giãn nở này ở quy mô cục bộ thông qua sức hút hấp dẫn lẫn nhau giữa chúng tạo ra nhóm các thiên hà. Nhóm thiên hà hình thành từ sớm trong Vũ trụ, khi các đám vật chất tối kéo các thiên hà tương ứng của chúng lại gần nhau. Các nhóm lân cận về sau hợp lại thành các đám quy mô lớn hơn. Quá trình hợp nhất hiện vẫn diễn ra này (cũng như dòng các khí chảy vào trong tâm hấp dẫn) làm nóng các khí liên thiên hà trong một đám thiên hà tới những nhiệt độ rất cao, đạt tới 30–100 triệu K. Khoảng 70–80% khối lượng trong một đám thuộc về vật chất tối, với khoảng 10–30% chứa khí nhiệt độ cao này và vài phần trăm còn lại dưới dạng vật chất quan sát được trong thiên hà.
Hầu hết các thiên hà trong vũ trụ liên kết hấp dẫn với các thiên hà khác. Chúng hình thành lên một thứ bậc cấu trúc đám kiểu fractal, với sự gắn kết nhỏ nhất gọi là các Nhóm Thiên Hà. Nhóm thiên hà là loại phổ biến nhất trong các cấu trúc thiên hà, và cấu trúc này chứa đựng đa số các thiên hà (cũng như hầu hết khối lượng baryon) trong Vũ trụ. Để duy trì sự gắn kết hấp dẫn cho một nhóm như thế, mỗi thiên hà thành viên phải có vận tốc đủ thấp để ngăn chúng thoát khỏi nhóm (xem Định lý Virial). Nhưng nếu không có đủ động năng, nhóm đó có thể tiến hóa thành một số lượng nhỏ hơn các thiên hà thông qua tiến trình hợp nhất thiên hà.
Các cấu trúc lớn hơn có thể chứa hàng nghìn thiên hà gói gọn trọng một khu vực lớn cỡ một vài triệu parsec được gọi là các Cụm Thiên Hà. Các Cụm Thiên Hà thường có một thiên hà êlip khổng lồ đóng vai trò thống trị, gọi là thiên hà sáng nhất đám, thiên hà này sẽ dần dần bằng lực thủy triều hủy diệt các thiên hà vệ tinh và khối lượng của nó dần dần tăng lên.
Ở quy mô lớn hơn nữa, các siêu đám thiên hà chứa hàng chục ngàn thiên hà, tụ lại trong các Cụm Thiên Hà, Nhóm Thiên Hà hoặc đôi khi riêng lẻ. Ở cấp độ quy mô siêu đám, các thiên hà xếp vào những phiến và sợi bao quanh những khoảng chân không khổng lồ. Cao hơn cấp độ này, Vũ trụ dường như hoàn toàn giống nhau ở mọi hướng (đẳng hướng và đồng nhất).
Ngân Hà là một thành viên trong tập hợp gọi là Nhóm Địa phương, một nhóm thiên hà tương đối nhỏ có đường kính chỉ gần 1 megaparsec. Ngân Hà và thiên hà Andromeda là hai thiên hà sáng nhất trong nhóm; nhiều thành viên khác là những thiên hà lùn vây quanh hai thiên hà này. Bản thân Nhóm Địa phương là một phần trong cấu trúc tựa như đám mây thuộc Siêu đám Virgo, một cấu trúc lớn mở rộng gồm các nhóm và đám thiên hà có trung tâm nằm ở Đám Virgo. Và chính Siêu đám Virgo lại chỉ là một phần của Phức hợp Siêu đám Pisces-Cetus, một sợi thiên hà khổng lồ.

## Quan sát đa tần
Sau khi người ta phát hiện được sự tồn tại của các thiên hà bên ngoài Ngân Hà, những quan sát ban đầu hầu hết trong miền ánh sáng khả kiến. Bức xạ đỉnh của hầu hết các ngôi sao nằm ở vùng phổ này, cho nên quan sát các ngôi sao tạo nên các thiên hà đến giờ vẫn là một nguồn quan trọng của thiên văn quang học. Nó cũng là một vùng phổ thích hợp cho việc quan sát Vùng H II, cũng như cho việc kiểm tra sự phân bố những cánh tay bụi khí.
Bụi hiện diện trong môi trường liên sao làm cản ánh sáng khả kiến. Bức xạ hồng ngoại xa trở lên trong suốt hơn với nó, nên vùng bức xạ này có thể dùng để quan sát khu vực bên trong của các đám mây phân tử khổng lồ và các nhân thiên hà với độ chi tiết cao. Thiên văn quan sát cũng sử dụng bước sóng hồng ngoại để thu nhận dữ liệu thiên hà có dịch chuyển đỏ lớn, vốn hình thành từ sớm trong lịch sử Vũ trụ. Hơi nước và cacbon dioxide hấp thụ khá nhiều phổ hồng ngoại, do vậy các kính viễn vọng đặt ở đỉnh núi cao hoặc đặt ngoài không gian được dùng cho thiên văn hồng ngoại.
Nghiên cứu không dùng ánh sáng khả kiến đầu tiên về các thiên hà, đặc biệt là các thiên hà hoạt động, vận dụng các tần số vô tuyến. Khí quyển gần như trong suốt với sóng vô tuyến trong khoảng từ 5 MHz tới 30 GHz (tầng điện li ngăn chặn những tín hiệu dưới khoảng này). Các giao thoa kế vô tuyến cỡ lớn được sử dụng để dựng bản đồ các vật chất hoạt động phát ra từ các nhân thiên hà hoạt động. Kính viễn vọng vô tuyến cũng dùng để quan sát bức xạ có bước sóng 21 cm của hiđrô trung hòa, có thể bao gồm các vật chất trung hòa trong Vũ trụ sơ khai mà về sau bị suy sụp để tạo thành các thiên hà.
Những kính viễn vọng trong phổ UV và tia X cho phép quan sát các hiện tượng trong thiên hà diễn ra với năng lượng cao. Một chớp cực tím sẽ xuất hiện khi một ngôi sao ở một thiên hà xa bị xé thành từng mảnh bởi lực thủy triều của hố đen. Bản đồ phân bố khí nóng trong các đám thiên hà có thể lập từ việc quan sát các tia X. Thiên văn tia X đã xác nhận sự tồn tại của các lỗ đen khối lượng siêu lớn ở vùng trung tâm các thiên hà.

## Sách tham khảo
- Al-Biruni (2004). The Book of Instruction in the Elements of the Art of Astrology. R. Ramsay Wright (transl.). Kessinger Publishing. ISBN 0-7661-9307-1.
- Belkora, L. (2003). Minding the Heavens: the Story of our Discovery of the Milky Way. CRC Press. ISBN 0-7503-0730-7.
- Bertin, G.; Lin, C.-C. (1996). Spiral Structure in Galaxies: a Density Wave Theory. MIT Press. ISBN 0-262-02396-2.
- Binney, J.; Merrifield, M. (1998). Galactic Astronomy. Princeton University Press. ISBN 0-691-00402-1. OCLC 39108765.
- Dickinson, T. (2004). The Universe and Beyond (ấn bản thứ 4). Firefly Books. ISBN 1-55297-901-6. OCLC 55596414.
- Heidarzadeh, T. (2008). A History of Physical Theories of Comets, from Aristotle to Whipple. Springer. ISBN 1-4020-8322-X.
- Kepple, G. R.; Sanner, G. W. (1998). The Night Sky Observer's Guide, Volume 1. Willmann-Bell. ISBN 0-943396-58-1.
- Merritt, D. (2013). Dynamics and Evolution of Galactic Nuclei. Princeton University Press. ISBN 9781400846122.
- Mohamed, M. (2000). Great Muslim Mathematicians. Penerbit UTM. ISBN 983-52-0157-9. OCLC 48759017.
- Paul, E. R. (1993). The Milky Way Galaxy and Statistical Cosmology, 1890–1924. Cambridge University Press. ISBN 0-521-35363-7.
- Sparke, L. S.; Gallagher III, J. S. (2000). Galaxies in the Universe: An Introduction. Cambridge University Press. ISBN 0-521-59740-4.
- Van den Bergh, S. (1998). Galaxy Morphology and Classification. Cambridge University Press. ISBN 0-521-62335-9.
- Waller, W. H.; Hodge, P. W. (2003). Galaxies and the Cosmic Frontier. Harvard University Press. ISBN 0-674-01079-5.

### Tiếng Việt
- Thiên hà tại Từ điển bách khoa Việt Nam

### Tiếng Anh
- Galaxy tại Encyclopædia Britannica (tiếng Anh)
- Thiên hà trên Từ điển bách khoa toàn thư về thiên văn học SAO
- Galaxies, SEDS Messier pages April 26, 2013
- An Atlas of The Universe Richard Powell updated: 30 Jul 2006
- Galaxies - Information and Observations Lưu trữ ngày 12 tháng 9 năm 2015 tại Wayback Machine Night Sky Info
- The First Starlight Lưu trữ ngày 4 tháng 10 năm 2012 tại Wayback Machine Science News 8/2/2002
- Galaxy Zoo
- Galaxies elliptic, spiral, irregular — Astronoo updated ngày 1 tháng 6 năm 2013
- A Flight Through the Universe, by the Sloan Digital Sky Survey trên YouTube BerkeleyLab/animated. Xuất bản 08-08-2012
- 'Oldest' star found in galaxy Dr David Whitehouse, BBC, 31 October, 2002, 14:50 GMT